# Attentat à la bombe du Preparedness Day
L'attentat à la bombe du Preparedness Day est un attentat à la bombe perpétré le 22 juillet 1916 à San Francisco, en Californie, aux États-Unis, contre un défilé organisé par des partisans locaux du Preparedness Movement (en) qui prône l'entrée des États-Unis dans la Première Guerre mondiale. Au cours du défilé, une valise piégée explose, tuant 10 personnes et en blessant 40 autres dans la pire attaque terroriste de l'histoire de San Francisco.
Deux dirigeants syndicaux, Thomas Mooney (en) et Warren Billings (en), sont reconnus coupables lors de procès séparés et condamnés à mort, peine commuée en prison à vie. Des enquêtes ultérieures révèlent que les condamnations sont fondées sur de faux témoignages, et les hommes sont libérés en 1939 et finalement graciés. L'identité des auteurs de l'attaque n'a jamais été déterminée.